# 魯德巴爾德赫薩爾村
魯德巴爾德赫薩爾村（波斯語：‎：罗马化：Rūdbār-e Deh Sar），是伊朗吉兰省阿姆拉什县兰库区科吉德鄉的村。2006年人口普查顯示該村人口为30人，分布在11个家庭中。